# Trench
Trench (estilizado como TRENCH) es el quinto álbum del dúo estadounidense Twenty One Pilots y el tercero como dúo. El álbum fue lanzado el 5 de octubre del 2018. Al igual que sus dos anteriores álbumes, Vessel (2013) y Blurryface (2015), el álbum tiene influencias de distintos géneros musicales, como el rap rock, el R&B, disco, pop rock y reggae. Líricamente, el álbum continua explorando temas de salud mental, duda, suicidio y religión en forma de alegoría.
Cuenta con seis sencillos, los dos primeros, Nico and the Niners y Jumpsuit, fueron lanzados de manera simultánea el 11 de julio de 2018, Levitate fue lanzado como tercer sencillo el 8 de agosto, un cuarto sencillo, My Blood, fue lanzado el 27 de agosto. La canción Chlorine fue anunciada como el quinto sencillo el 22 de enero de 2019, y, por último, la canción The Hype, fue registrada como sencillo el 16 de julio de 2019, con su videoclip 10 días después. Este es el regreso del dúo tras un poco más de 1 año sin lanzar material nuevo desde su exitoso cuarto álbum de estudio Blurryface.

## Antecedentes
Tanto el perfil de la banda como el de sus integrantes, Tyler Joseph y Josh Dun, quedaron en silencio (o hiatus, denominado así por los fanes) desde julio de 2017, justo días después de finalizar su sexta gira de conciertos bautizada como Tour De Columbus. Rumores sobre el retorno del dúo estadounidense a la escena musical comenzaron a surgir en abril de 2018 pero no fue hasta el 8 de julio que el retorno se llevó a cabo.
El 8 de julio tanto el perfil de Twitter como de Instagram, entre otras redes sociales del dúo, fueron activas de nuevo. En dicha fecha, se publicó un breve vídeo con lo que parecía ser un buitre abriendo su ojo. Al día siguiente imágenes similares fueron reveladas mediante esa misma vía. Finalmente, el 11 de julio fueron lanzados los dos primeros sencillos de Trench, "Jumpsuit", junto a su videoclip oficial, y "Nico and the Niners", publicado en formato de visualizador de audio. También fue revelado el título, portada y fecha de lanzamiento del álbum, así como las fechas de las tres primeras etapas de The Bandito Tour, la gira que promocionaría el álbum a partir de octubre de 2018.
Uno de los actos inesperados sucedió el 2 de octubre del mismo año, cuando se filtraron todas las canciones de Trench en línea, justo tres días antes de la fecha prevista del lanzamiento.

## Concepto
El álbum transcurre en el ficticio mundo de Trench, concretamente en una ciudad llamada Dema, creada por el vocalista Tyler Joseph y representado en el marketing y los vídeos musicales del mismo.
Dema significa literalmente "torre del silencio" en persa, edificios funerarios utilizados en el zoroastrismo para tirar los cadáveres humanos para ser consumidos por los buitres, ya que éstos se consideran impuros. La banda explicó en Reddit que fueron inspirados por el "triste e intrigante concepto de una religión moribunda".
La ciudad de Dema está gobernada por nueve bishops (obispos). Sus respectivos nombres son Nico (cuyo nombre completo es Nicolas Bourbaki, el pseudónimo colectivo de nueve matemáticos franceses), Andre, Lisden, Keons, Reisdro, Sacarver, Nills, Vetomo y Listo. Joseph reveló que Nico, el líder de estos, es en realidad, Blurryface, una personificación de las inseguridades del cantante, presentado en el anterior álbum de la banda, del mismo nombre. En la narrativa de Trench también se nos presenta a los banditos, un grupo de rebeldes cuyo objetivo es liberar a la gente de Dema. Ellos adoptan el color amarillo, específicamente el 0xFCE300, que los obispos no pueden ver. Éstos, en su lugar, lo ven como gris.

## Promoción

### Sencillos
Tanto los perfiles de la banda como el de sus integrantes se mantuvieron inactivos durante más de un año. El 9 de julio de 2018 dichos perfiles en redes sociales fueron usados de nuevo para anunciar la vuelta a los escenarios del dúo estadounidense. Dos días más tarde fueron anunciados mediante dicha vía los dos primeros sencillos del álbum Trench; "Jumpsuit" y "Nico and the Niners". El 8 de agosto fue lanzado el tercer sencillo del álbum, titulado Levitate y el 27 de agosto lanzaron el cuarto sencillo titulado My Blood. Al año siguiente, el 22 de enero de 2019, como quinto sencillo fue publicado "Chlorine", anadiéndose así a la lista de canciones de The Bandito Tour y El martes 16 de julio la canción titulada The Hype pasó a ser el sexto sencillo del reconocido álbum, siendo hasta ahora el último.

### Gira de conciertos
El 11 de julio de 2018 fue anunciado The Bandito Tour, la gira que promocionó el álbum. Este tour comenzó a mediados de octubre en los Estados Unidos mientras que terminó en marzo de 2019 en el Altice Arena de Lisboa. De esta manera, Twenty One Pilots hizo su debut en países como Ucrania, Portugal o España, entre otros.

### Preventa
El 8 de agosto de 2018, junto con el lanzamiento de Levitate, se publicó el nombre de las 14 canciones que conformarían el álbum al igual que se empezaron a vender paquetes especiales de mercancía en la tienda oficial del grupo. Entre los paquetes se encontraban productos como el CD del álbum, un vinilo de edición limitada que contaba con solo los tres primeros sencillos lanzados del álbum, un casete y una copia digital de Trench, además incluía una bandana amarilla, una camiseta y una sudadera.

## Lista de canciones
| "Trench" |                       |                           |          |  |
| N.º      | Título                | Escritor(es)              | Duración |  |
| 1.       | «Jumpsuit»            | Tyler Joseph              | 3:58     |  |
| 2.       | «Levitate»            | Tyler Joseph , Paul Meany | 2:25     |  |
| 3.       | «Morph»               | Tyler Joseph , Paul Meany | 4:18     |  |
| 4.       | «My Blood»            | Tyler Joseph              | 3:49     |  |
| 5.       | «Chlorine»            | Tyler Joseph , Paul Meany | 5:24     |  |
| 6.       | «Smithereens»         | Tyler Joseph , Paul Meany | 2:57     |  |
| 7.       | «Neon Gravestones»    | Tyler Joseph              | 4:00     |  |
| 8.       | «The Hype»            | Tyler Joseph              | 4:25     |  |
| 9.       | «Nico and the Niners» | Tyler Joseph              | 3:45     |  |
| 10.      | «Cut My Lip»          | Tyler Joseph , Paul Meany | 4:42     |  |
| 11.      | «Bandito»             | Tyler Joseph , Paul Meany | 5:31     |  |
| 12.      | «Pet Cheetah»         | Tyler Joseph , Paul Meany | 3:18     |  |
| 13.      | «Legend»              | Tyler Joseph              | 2:52     |  |
| 14.      | «Leave the City»      | Tyler Joseph              | 4:40     |  |
| 56:04    |                       |                           |          |  |

## Personal
Créditos adaptados de las notas de línea de Trench y Tidal.
Grabación y gestión
- Publicado por Warner-Tamerlane publishing Corp. (BMI) y Stryker Joseph Music (BMI)
- Grabado en el estudio casero de Tyler Joseph (Columbus, Ohio) y United Recording Studios (Hollywood, California)
- Masterizado en Sterling Sound (Nueva York, Nueva York)

|  | Twenty One Pilots - Tyler Joseph - voz principal, piano, sintetizadores, bajo, guitarra, ukelele, programación, producción, composición - Josh Dun - batería, percusión, trompeta, coros Músicos adicionales - Paul Meany - sintetizadores, programación, producción, composición Personal adicional - Katie Baloian - comercialización - Anne Declemente - A&R - Pete Ganbarg - A&R - Chris Gehringer - masterización - Adam Hawkins - mezcla | - Brad Heaton - fotografía - Brian Ranney - empaque - Brandon Rike - director creativo, diseño - Chris Woltman - productor ejecutivo |

## Certificaciones
| País   | Organismo certificador | Certificación | Ventas certificadas | Ref.   |
| ------ | ---------------------- | ------------- | ------------------- | ------ |
| México | AMPROFON               | Oro           | 30,000              | [ 22 ] |